# Oceanische kampioenschappen wielrennen 2018 – Wegwedstrijd mannen junioren
De tiende editie van de wegwedstrijd voor mannen junioren op de Oceanische kampioenschappen wielrennen werd gehouden op 24 maart 2018. De 47 deelnemers moesten een parcours van 101 kilometer met start en finish in Railton afleggen. De Australiër Carter Turnbull volgde zijn landgenoot Sebastian Berwick op als winnaar. Aanvankelijk stonden er 48 renners op de startlijst, maar Elliot McKean ging niet van start. De wedstrijd maakte deel uit van de UCI Men Juniors Nations' Cup.

## Uitslag
| Plaats | Naam               | Tijd     |
| ------ | ------------------ | -------- |
| Goud   | Carter Turnbull    | 2u46'08" |
| Zilver | Josh Lane          | + 2"     |
| Brons  | Samuel Cook        | + 1'35"  |
| 4      | Elliot Schultz     | + 2'02"  |
| 5      | Bailey O'Donnell   | z.t.     |
| 6      | Madi Hartley-Brown | + 1'44"  |
| 7      | Tyler Lindorff     | z.t.     |
| 8      | Ben Metcalfe       | z.t.     |
| 9      | Jayden Kuijpers    | z.t.     |
| 10     | Kiaan Watts        | z.t.     |
| 11     | Drew Christensen   | z.t.     |
| 12     | Noah Costar        | z.t.     |
| 13     | Rhys Robotham      | z.t.     |
| 14     | Jack Sykes         | z.t.     |
| 15     | Josh Kench         | z.t.     |
| 16     | Sam Bascombe       | z.t.     |
| 17     | Theo Gilbertson    | + 1'48"  |
| 18     | Zachary Johnson    | z.t.     |
| 19     | Finn Fisher-Black  | + 2'46"  |
| 20     | Joshua Duffy       | + 6'07"  |

 Aziatische kampioenschappen (tijdrit · wegwedstrijd) · 
 Afrikaanse kampioenschappen (tijdrit · wegwedstrijd) · 
 Oceanische kampioenschappen (tijdrit · wegwedstrijd) · 
 Gent-Wevelgem/Grote Prijs A. Noyelle-Ieper · 
 Le Pavé de Roubaix · 
 Vredeskoers · 
 Trophée Centre Morbihan · 
 Ronde van Vaud · 
 Trofeo Karlsberg · 
 Grote Prijs Général Patton · 
 Europese kampioenschappen (tijdrit · wegwedstrijd) · 
 Ronde van Abitibi